# Reserva de la biosfera Sierra Gorda
La Reserva de la Biosfera Sierra Gorda es un área natural protegida en el centro de México. Se localiza en el noreste del estado de Querétaro, y cubre aproximadamente la tercera parte de éste. Tiene una extensión de 383 567 hectáreas, en un segmento de la Sierra Madre Oriental.
La Reserva de la Biósfera Sierra Gorda fue creada por decreto presidencial el 19 de mayo de 1997. Está bajo la administración de la Comisión Nacional de Áreas Naturales Protegidas (CONANP) de la Secretaría de Medio Ambiente y Recursos Naturales SEMARNAT.
Su clima es muy variado. Existen poblaciones localizadas a una altitud de 1,200 m s. n. m. y otras que llegan a los 2,200 m s. n. m. En algunos puntos, como en Pinal de Amoles, y que puede llegar a 3,000 m s. n. m.  En el fondo de los cañones el clima es seco y árido, pasando a pastizales, bosque tropical y bosque de montaña en la parte más alta.
Sus ecosistemas varían desde matorrales xerófilos a bosques templados, pasando por bosques de niebla, por lo que el polígono de la RBSG está incluido en la Región Terrestre Prioritaria #101, Sierra Gorda-Río Moctezuma y en la Región Hidrológica Prioritaria #75, Confluencia de las Huastecas, de acuerdo a la Comisión Nacional para el Uso y Conocimiento de la Biodiversidad, debido a su valor para la conservación y productividad hidrológica.
En cinco poblados localizados dentro de la Sierra Gorda se encuentran misiones franciscanas fundadas por Fray Junípero Serra en el siglo XVIII, cuando los franciscanos llegaron a Jalpan. Estas misiones fueron declaradas Patrimonio de la Humanidad por la Unesco en el año 2003.

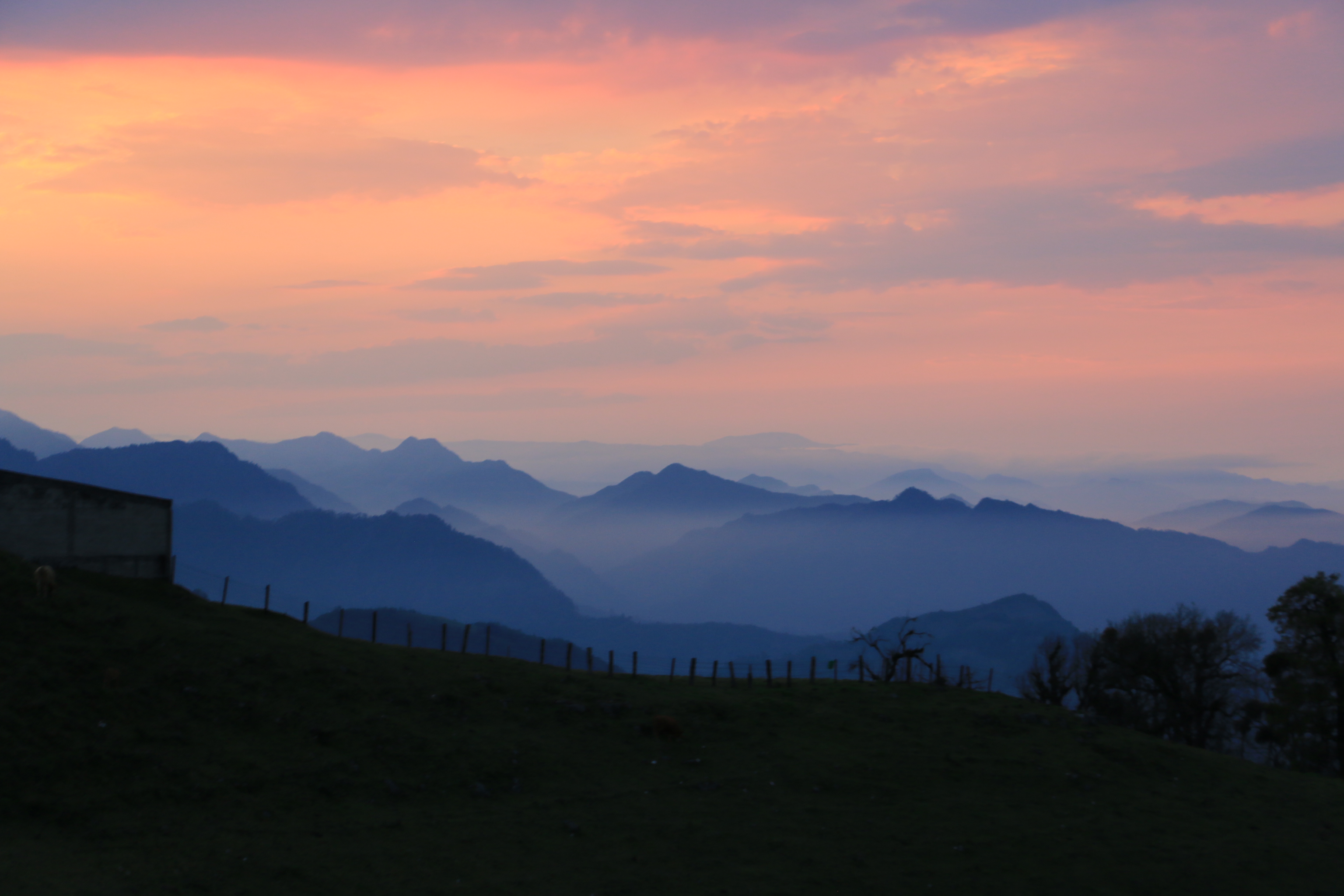
Atardecer capturado desde un automóvil en movimiento que recorre la carretera de Sierra Gorda de Querétaro.

La Sierra Gorda fue reconocida por la revista National Geographic Traveler como uno de los sitios con mayor sustentabilidad turística del mundo. Ocupó el primer sitio de México, el segundo de América Latina y el 13 a nivel mundial.
La Presa Jalpan se decretó un sitio RAMSAR el 2 de febrero de 2004, debido a su importancia como humedal, y la labor que se ha realizado para conservarla.

## Ubicación
La Reserva de la biosfera Sierra Gorda, Querétaro, está ubicada en el norte del estado de Querétaro entre los paralelos 20°50′ y 21°45′ de latitud norte y los meridianos 98°50′ y 100°10′ de longitud oeste, con una extensión de 383,567 ha, lo que representa el 32.02% del territorio total del estado.
La reserva comprende los municipios de Arroyo Seco, Jalpan de Serra, Landa de Matamoros, así como 88.03% de Pinal de Amoles, y 69.7% de Peñamiller, todos en el estado de Querétaro, México.
La Sierra Gorda se ubica en la región orográfica perteneciente a la vertiente del Golfo de México, con un relieve de origen sedimentario caracterizado por sierras altas con altitudes superiores a los 3,000 m s. n. m. y con amplios y profundos cañones labrados por los ríos Santa María, Extóraz y Moctezuma. Está ubicada en la zona de transición entre la región Neártica y la región Neotropical.
Existen solo 2 vías de acceso bien establecidas para entrar a la Reserva y ambas son carreteras asfaltadas: la Carretera Federal 120 San Juan del Río – Querétaro – Xilitla – San Luis Potosí, que comunica a la Sierra Gorda con el resto del estado de Querétaro, con el centro del país y con la Huasteca Potosina; y la Carretera Federal 69, que comunica con el centro del estado de San Luis Potosí y es el camino que lleva hacia la ciudad de Río Verde, San Luis Potosí, y de ahí hacia el norte del país. Existen, además, otros caminos de terracería que dan acceso a la Reserva.

## Biodiversidad
Los rasgos geográficos, así como la particularidad de encontrarse en la zona de transición entre las regiones Neártica y Neotropical, permiten que en la Reserva se desarrolle un mosaico con una alta y variada diversidad de especies de flora y fauna.
De acuerdo al Sistema Nacional de Información sobre Biodiversidad de la Comisión Nacional para el Conocimiento y Uso de la Biodiversidad (CONABIO) en la Reserva de la Biosfera Sierra Gorda habitan más de 5,090 especies de plantas y animales de las cuales 202 se encuentra dentro de alguna categoría de riesgo de la Norma Oficial Mexicana NOM-059  y 176 son exóticas,
Esta área ecológica es de particular interés por su biodiversidad, que incluye 15 tipos y subtipos de vegetación diferente y más de mil 800 especies de plantas, 124 de hongos y 550 especies de vertebrados, entre los que se incluyen especies protegidas y en peligro de extinción, como en fauna jaguares, guacamayos verdes y mariposas Humboldt; y en flora la biznaga gigante, el chapote, el guayame, la magnolia y el aguacatillo. Se han registrado 2,308 especies de plantas vasculares, 131 especies de mamíferos, 363 de aves y 131 especies de herpetofauna (reptiles y anfibios), así como 800 especies de mariposas.
A pesar de ser una Reserva de la Biósfera, se practican la tala y la caza ilegal, el tráfico de especies silvestres y la tala clandestina.

Flora y fauna de la Sierra Gorda
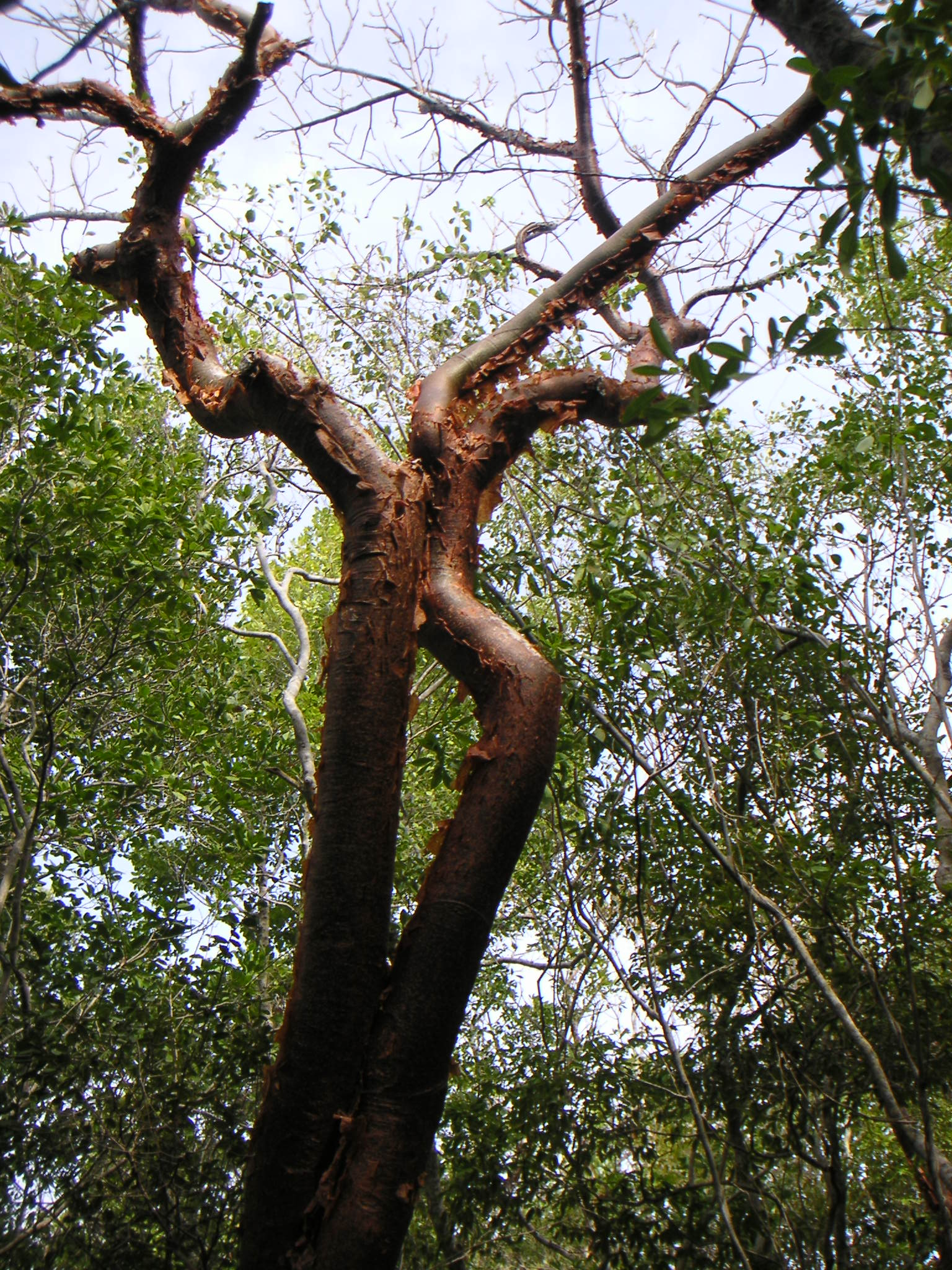
Bursera simaruba
Panthera onca
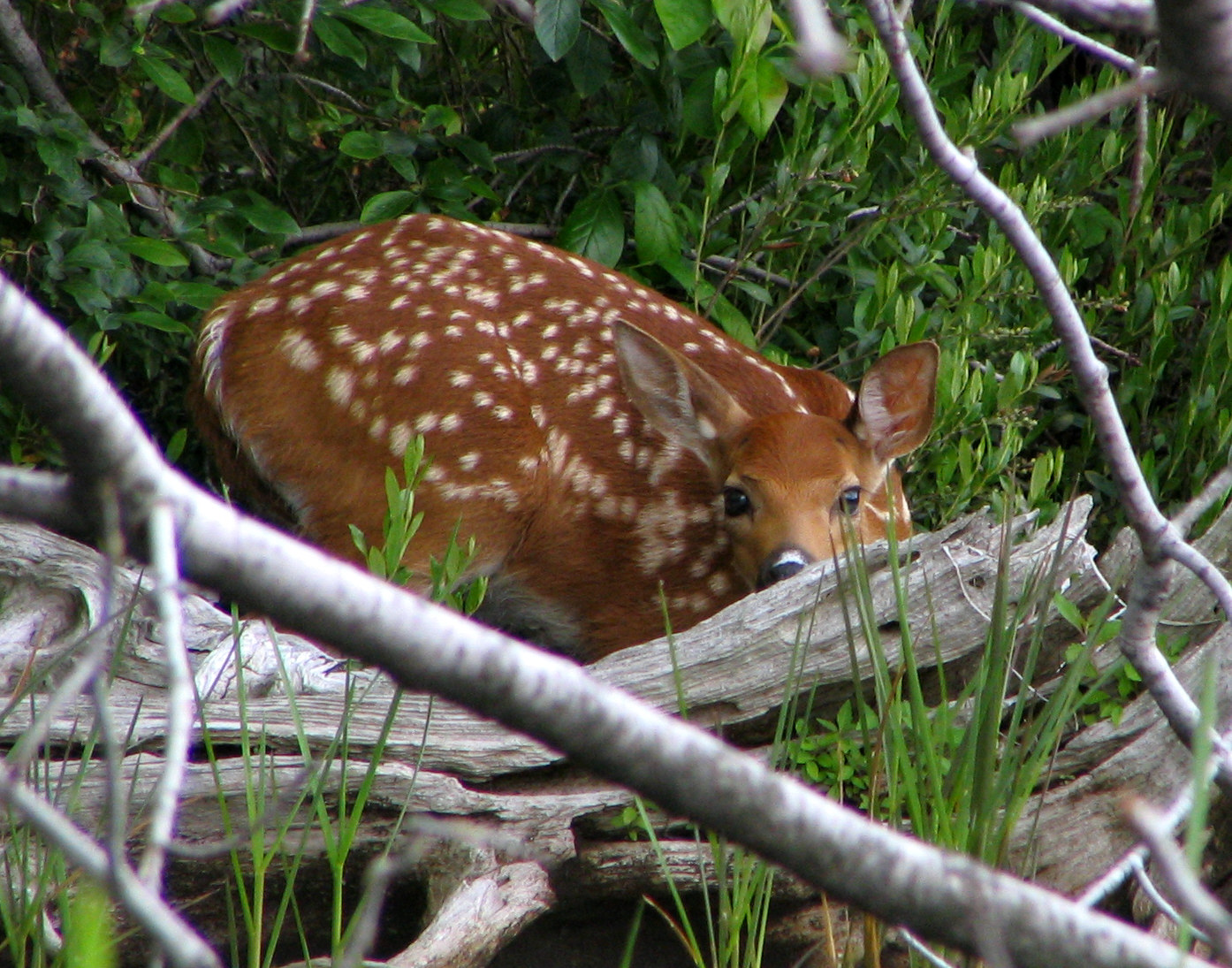
Odocoileus virginianus
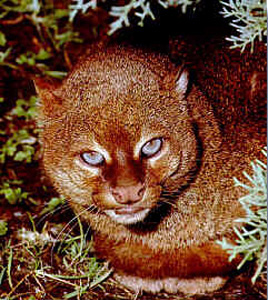
Puma yagouaroundi
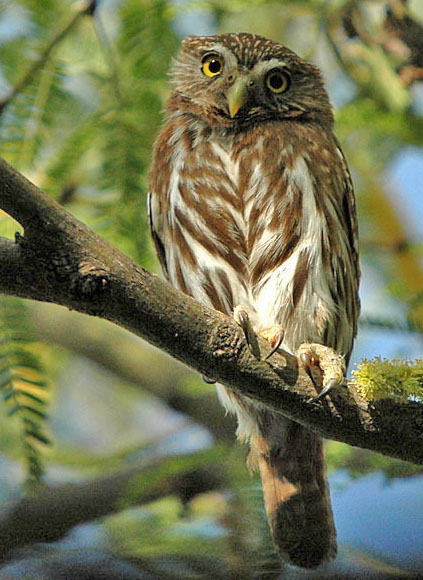
Glaucidium brasilianum
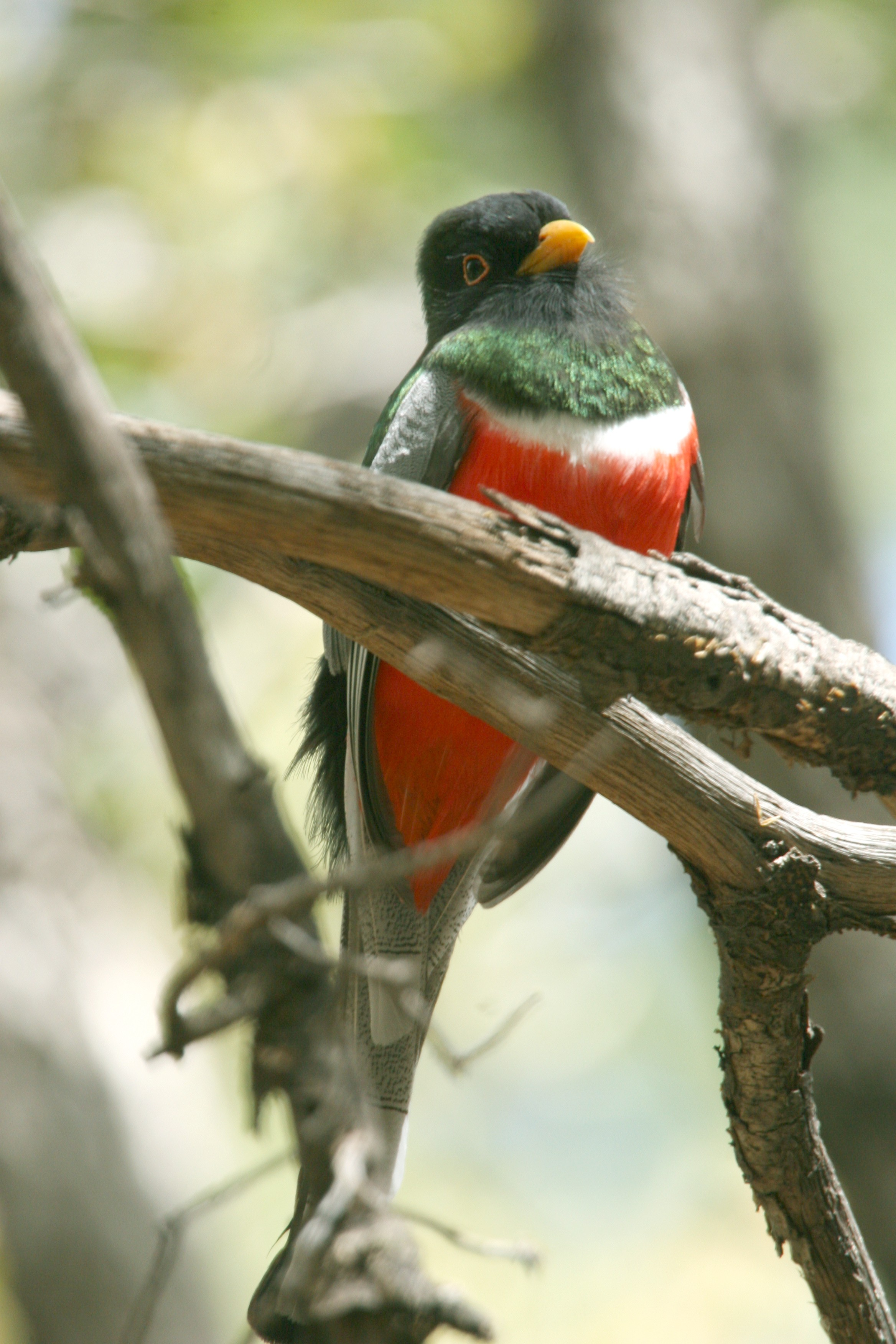
Trogon elegans
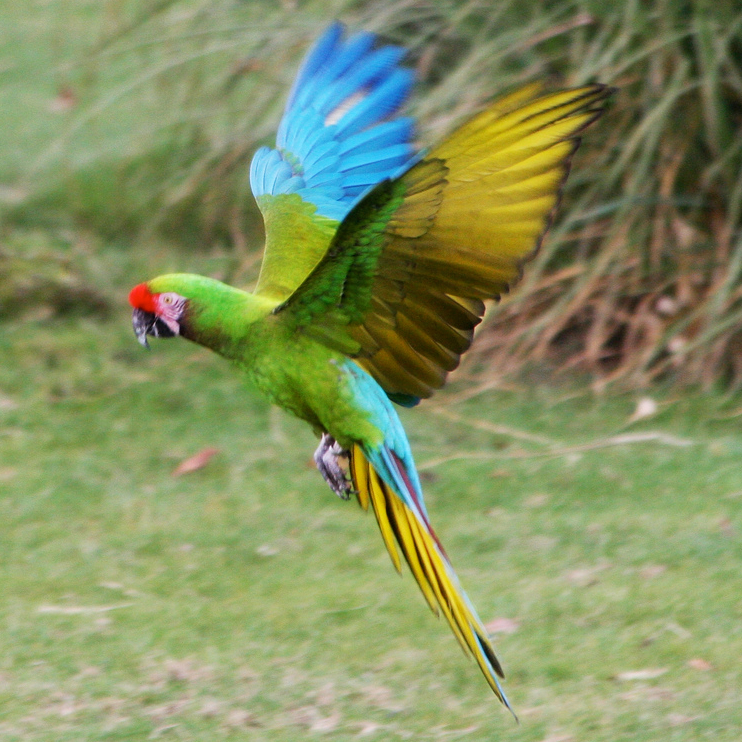
Ara militaris
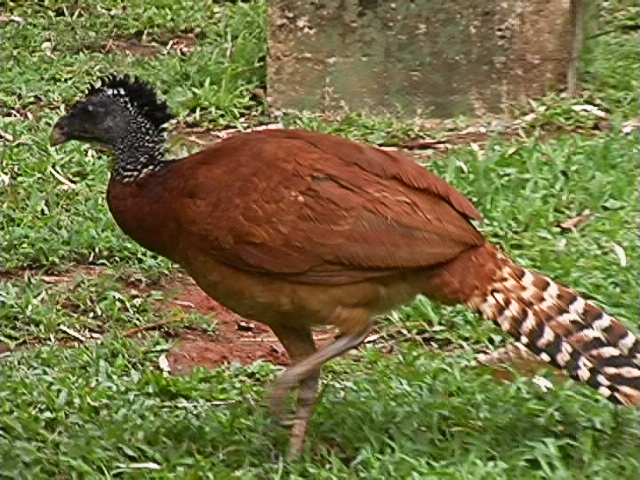
Crax rubra
Cedrela odorata
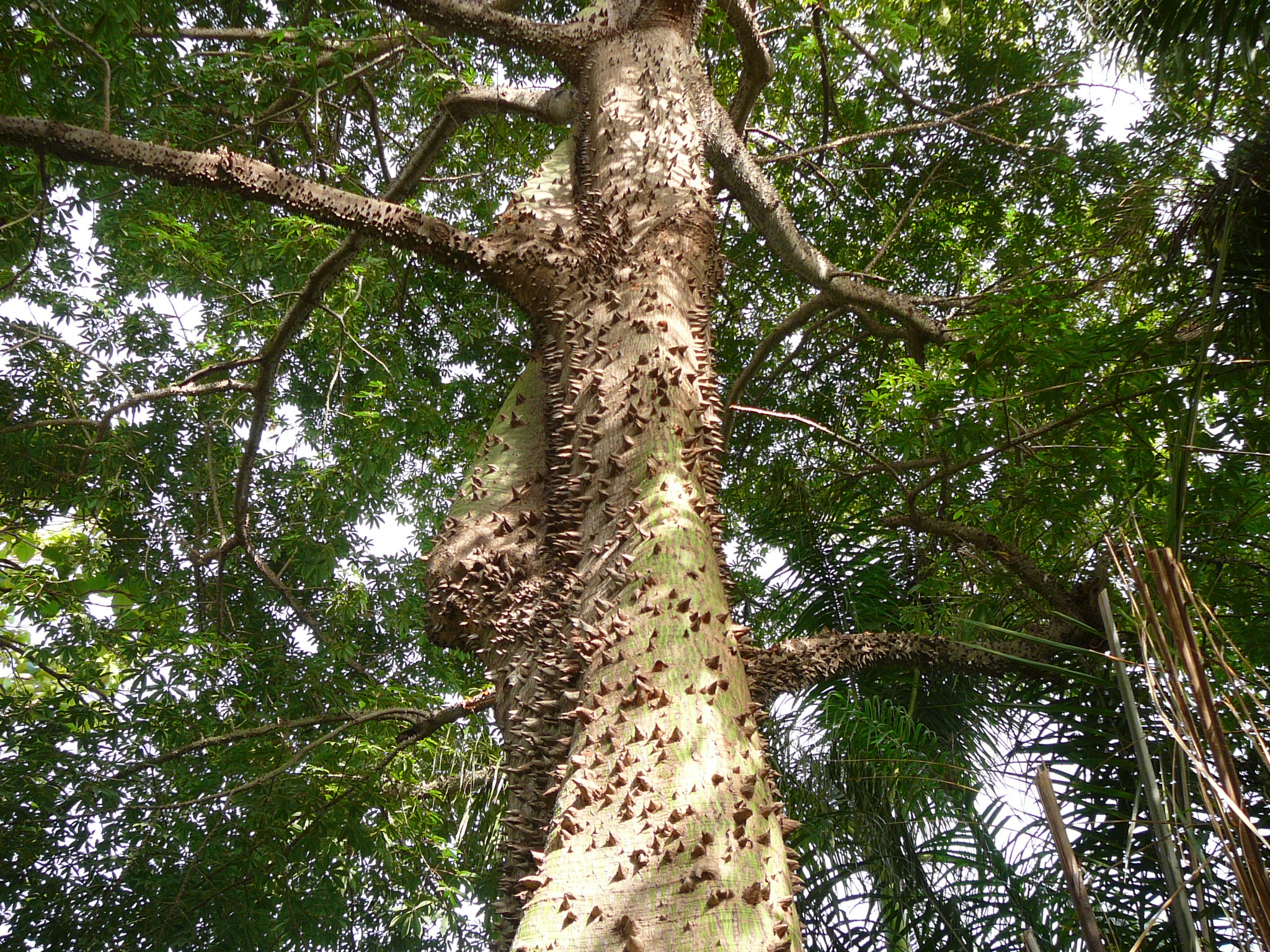
Ceiba pentandra
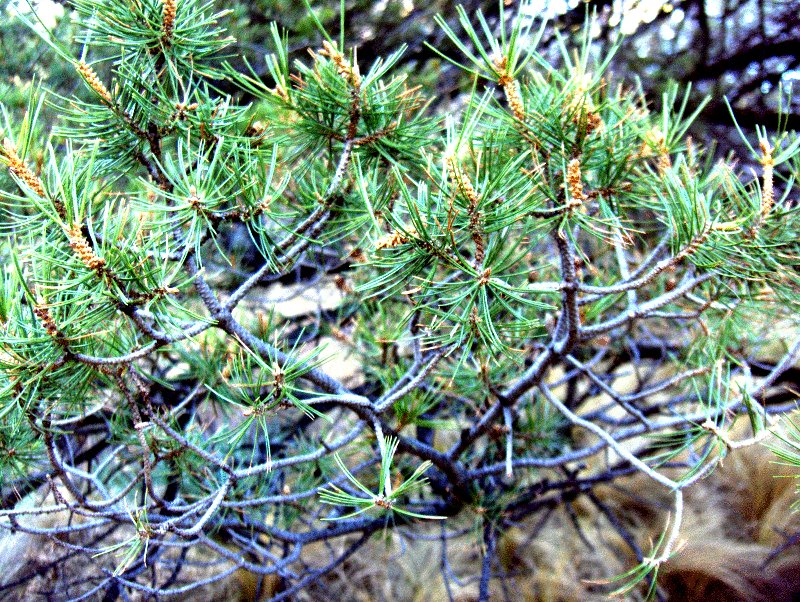
Pinus cembroides
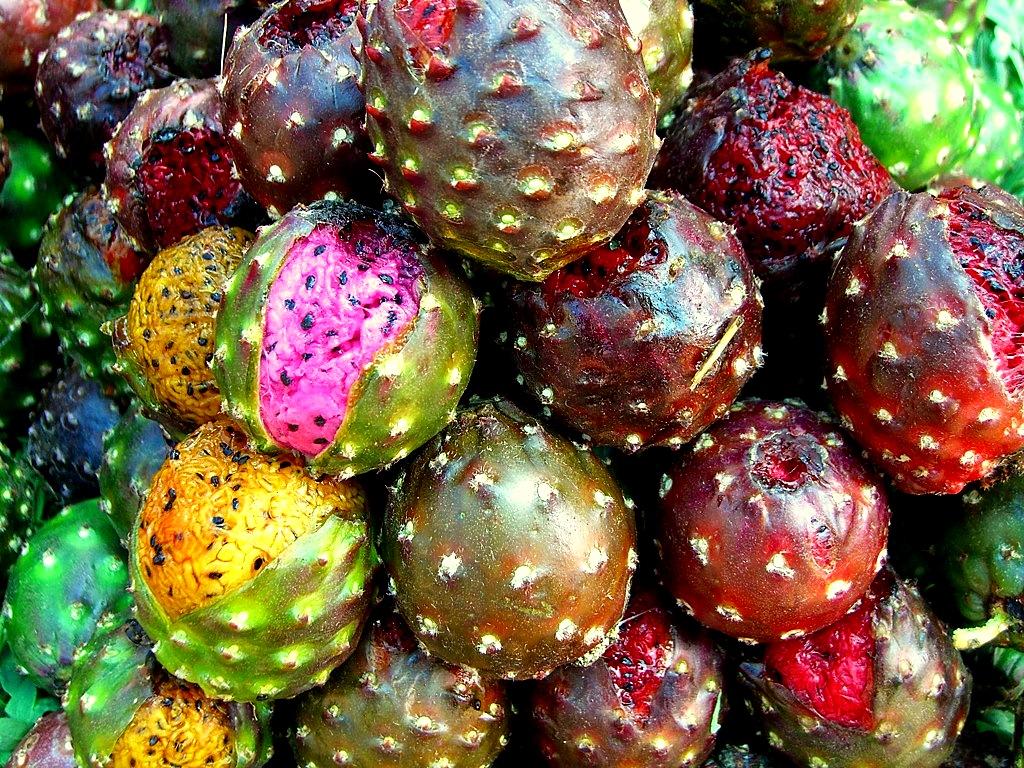
Stenocereus queretaroensis
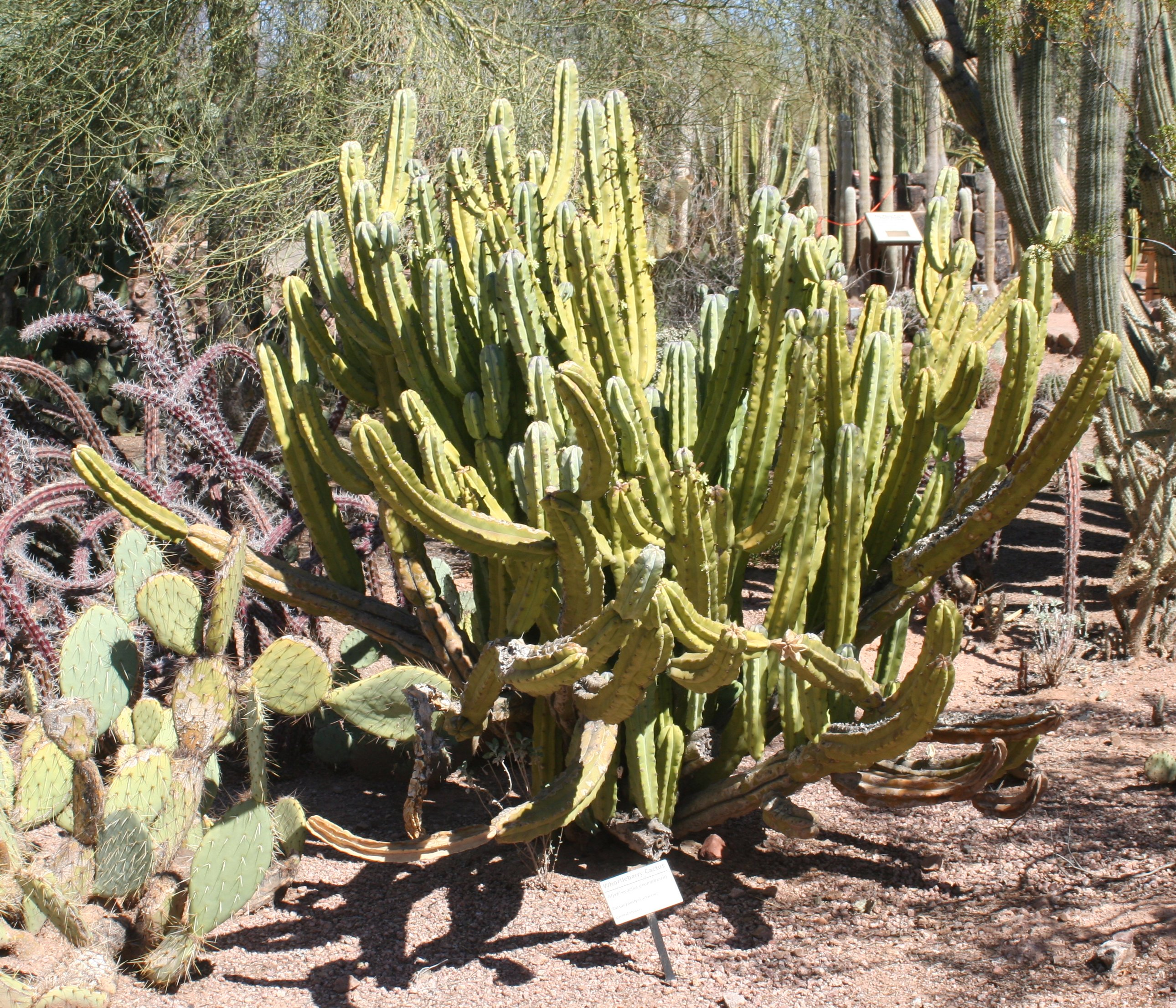
Myrtillocactus geometrizans

## Misiones franciscanas

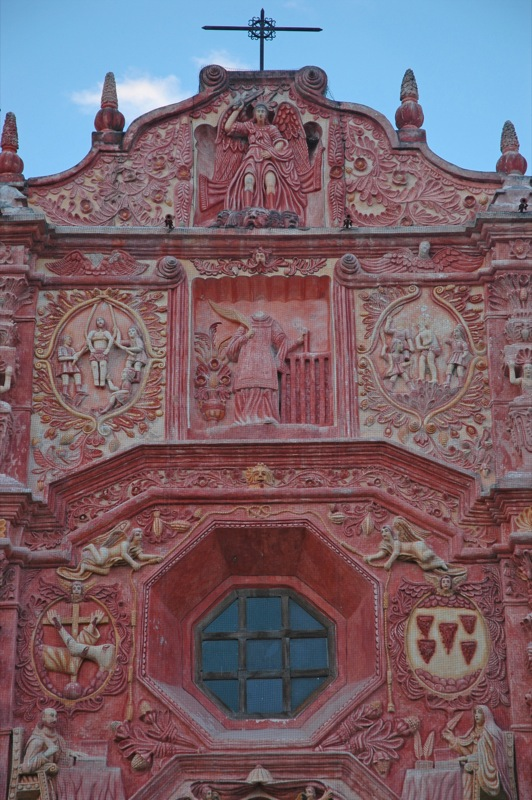
Fachada de una Misión franciscana en la Sierra Gorda.

Dentro de la Reserva de Sierra Gorda se encuentran cinco misiones franciscanas. Estos son templos fundados por Junípero Serra y construidos entre 1751 y 1758. Fueron declarados Patrimonio de la Humanidad por la Unesco en el año 2003. Todavía operan como templos católicos, y presentan un importante atractivo turístico de la región.
Un detalle curioso de estas misiones es que la mayoría de los santos representados no tienen cabezas. Estas fueron removidas en los conflictos religiosos mexicanos de principios del siglo XX, en particular la guerra cristera.
Las misiones se llaman Santiago de Jalpan, San Miguel Concá, Tilaco, Nuestra Señora de la Luz Tancoyol y Landa de Matamoros. En la arquitectura y decoración de las misiones se observa el mestizaje, la mezcla de motivos europeos e indígenas, lo que le ha otorgado el nombre de arte barroco-mestizo. En algunas se observa iconografía indígena, como flores, follaje, jaguares y rostros olmecas. La calidad del trabajo en piedra es variada, en unas misiones es más ornamentada y en otras más tosca.

## Grupo Ecológico Sierra Gorda
Es una organización no gubernamental que vela por la protección medioambiental de la región. Inició sus actividades en 1987. Ha implementado distintas iniciativas de educación, divulgación y conservación entre los habitantes de la reserva. El grupo promueve proyectos y actividades de ecoturismo, que incluye visitas guiadas, guías locales, campamentos y cabañas a sitios turísticos de la Sierra Gorda. Además, tiene proyectos de comercio sustentable, que incluyen producción de alimentos en conserva, cerámica, bordados y remedios naturales, en algunas comunidades dentro de la reserva.
De 2000 a 2015, el Programa de Educación Ambiental de Grupo Ecológico Sierra Gorda ha atendido 200 escuelas en 150 comunidades con 20,000 alumnos. En los 5 municipios de la Reserva y zonas de influencia: Hidalgo, Guanajuato, San Luis Potosí.
36,814 Sesiones escolares de sensibilización ambiental, 4,284 Funciones de Títeres, 5,660 Funciones de cine-club escolar, 7,652 Talleres de manualidades,  82,856 paquetes de material didáctico entregados, 1,472 Recorridos de apreciación de la naturaleza, 913,690 árboles entregados para la reforestación escolar y comunitaria, 57,237 Trípticos sobre temas ambientales, 4,729 láminas con mensajes y 26,329 carteles, 452 Murales pintados con mensajes ambientales, 5,671 Reuniones comunitarias, 835 Festivales de la Tierra realizados, 1,200 Muestra de platillos típicos y regionales, 7,500 Toneladas de materiales reciclables recolectadas, 113 Centros de acopio comunitario construidos, 91 Talleres de sensibilización ambiental dirigidos a 2,624 docentes, Participación de 132 docentes en diplomado virtual y 85 en diplomado presencial, 83 Talleres con temática ambiental realizados en  Centro Tierra con la asistencia 3,009 personas de 21 Estados.
A través de la organización hermana Bosque Sustentable A.C., fundada en 2002, reforestan tierra destinada previamente a la ganadería y agricultura. A través de la venta de bonos de compensaciones del carbono y medioambientales en mercados voluntarios buscan obtener fondos para seguir reforestando.
Es uno de los 50 proyectos del Foro Económico Mundial. También tiene nexos con la fundación Ashoka desde 1996, y es parte de la red de los emprendedores de Rolex.
El Grupo Ecológico Sierra Gorda ha recibido gran apoyo de fundaciones como: Kellogg's, National Audubon Society, Servicio Forestal de los Estados Unidos, Servicio de Pesca y Vida Silvestre de los Estados Unidos, Hewlett Packard, el Consejo Técnico de Flora y Fauna de Querétaro, y otras instituciones, como el Consejo Británico, el Voluntariado del DIF, la Cervecería Cuauhtémoc, Cummins de México, De Acero, Manufacturas Nieto, Pfizer de México, La Corona, Tv Holandesa, el Fondo para la Comunicación y Educación Ambiental, y Vidriera Querétaro, por mencionar algunas.

### Premios nacionales e internacionales
- Premio Wangari Maathai 2014 de la Asociación de Colaboración en materia de Bosques (ACB)[3]
- Premio Compartir, otorgado por Compartir Fundación Social I.A.P. y la Fundación Rafael Dondé, en septiembre de 2009.
- Premio a las Actuaciones en Conservación de la Biodiversidad en América Latina, que otorga la Fundación BBVA, en 2008.
- Premio de Conservación de Aves, otorgado en el 2009por “Partners in Flight”, patrocinado por el Servicio de Pesca y Vida Silvestre de los Estados Unidos.
- Tourism for Tomorrow Award, otorgado en el 2006 a Sierra Gorda Ecotours, la rama del Grupo Ecológico Sierra Gorda que da tours ecológicos dentro de la reserva.
- Green Apple Environment Award, de Inglaterra (2004).
- Social Entrepreneur of the Year 2001 (emprendedor social excepcional), por la Fundación Schwab para el Emprendimiento Social, en Suiza.
- Premio Nacional de Conservación por parte de la Fundación Ford de la empresa Ford Motor Company (2001).
- Premio Rolex al emprendedor social, otorgado por la empresa Rolex de Suiza (2002).
- Premio Estatal de Ecología de Querétaro (1993).
- Premio Eugenio Garza Sada del ITESM,  Monterrey (1996).
- Premio Razón de Ser de la Fundación Merced (2004).
- Finalista Premio Visionaris para el Emprendedor Social de UBS, por UBS AG, Suiza, en 2005.
- Finalista Global Development Network. (2006)
- Ganador Nacional ENERGY GLOBE México 2007 1.er lugar, Desarrollo de productos ecosistémicos en la Reserva de la Biósfera Sierra Gorda.
- Ganador Nacional ENERGY GLOBE México 2006 1.er lugar, Educación ambiental en la Reserva de la Biósfera Sierra Gorda.
- Best Practice Certificate, Dubai International Award, Emiratos Árabes Unidos (2006).
- Sitio Ramsar Presa Jalpan.
- Premio por logros distinguidos de la “Society for Conservation Biology”, EUA (2003).
- Premio Nacional al Mérito Ecológico de la SEMARNAT (1999). Mención honorífica en 1995.
- Invitada como voz social al Foro Económico Mundial,  Davos, Suiza (2001-2004).
- Sierra Gorda inscrita en la Red MaB de UNESCO (2001).

1. JAAMMAAD